# Петрова-Нива
Петрова-Нива (болг. Петрова нива, Петровское поле) — исторический район в горах Странджа на юго-востоке Болгарии. Находится на земле села Стоилово в общине Малко-Тырново Бургасской области, на территории природного парка Странджа. Объект входит в список 100 национальных туристических объектов Болгарии (№ 8).
Здесь с 11 по 13 июля 1903 года проходил конгресс Одринского революционного округа македонской революционной организации ВМОРО. На конгрессе присутствовали более 300 человек, среди них 47 официальных делегатов. Был разработан план Илинденского восстания за освобождение Южной Фракии от османского владычества.
Петрова-Нива — обширное ровное поле над меандрами рек Велека и Младежка, откуда открывается вид на реки и лес. В честь события 16 августа 1958 года открыт памятник, в котором замурованы кости одного из предводителей восстания Георгия Кондолова. На территории расположен музей, посвящённый болгарскому освободительному движению во Фракии и Македонии и Илинденскому восстанию, экспозиция включает фотографии, документы, оружие. К столетнему юбилею конгресса в 2003 году построена церковь святой Параскевы.